# سید احمد حسینی خراسانی
سید احمد حسینی خراسانی (زاده ۱۳۳۸ در فجرآباد شیروان) فقیه شیعه ایرانی و عضو فقهای شورای نگهبان است. وی همچنین نماینده مردم خراسان رضوی در مجلس خبرگان رهبریو عضو جامعه مدرسین حوزه علمیه قم است.
او در چهاردهمین اجلاسیه بزرگ حوزه علمیه قم استاد نمونه شناخته شده‌است. در پی استعفای صادق لاریجانی از عضویت در جمع فقهای شورای نگهبان، سید علی خامنه‌ای رهبر جمهوری اسلامی ایران، در ۱۳ شهریور ۱۴۰۰، حسینی خراسانی را به عضویت فقهای شورای نگهبان منصوب کرد.

## سوابق حوزوی
1. ورود به حوزه آیت‌الله حکیم شهرستان شیروان در سال ۱۳۵۳
2. رفتن به حوزه مشهد در سال ۱۳۵۵
3. شاگردی نزد علی فلسفی، مرتضوی، رضازاده و تدریس همزمان در حوزه علمیه و دانشگاه فردوسی مشهد و دانشگاه رضوی
4. رفتن به حوزه قم در سال ۱۳۶۴ و حضور در درس وحید خراسانی، میرزا جواد تبریزی، حسن حسن‌زاده آملی و جوادی آملی و تدریس سطوح عالی و سپس خارج فقه و اصول و کسب تخصص در علوم حدیث، کلام، فلسفه و تفسیر قرآن و تألیف چندین کتاب از جمله بحث اراضی و احیاء موات، شرح خطبه فدکیه